# Gymnocalycium ritterianum
Gymnocalycium ritterianum är en kaktusväxtart som beskrevs av Walter Rausch. Gymnocalycium ritterianum ingår i släktet Gymnocalycium och familjen kaktusväxter. Inga underarter finns listade i Catalogue of Life.